# 迎江寺
迎江寺（げいこうじ）は、中華人民共和国安徽省安慶市迎江区にある仏教寺院。

## 歴史
迎江寺は北宋の開宝7年（974年）、涵万法師により創建された。当時は古万仏寺と称した。
明の万暦47年（1619年）、官僚の阮自華は寺院を再建した。泰昌元年（1620年）、泰昌帝から、「護国永昌禅寺」の名を賜った。
清の順治7年（1650年）は寺院を重修した。康熙2年（1663年）、大雄宝殿・天王殿を再建した。咸豊10年（1860年）、太平天国の乱の火難で、寺は全焼した。同治元年（1862年）は寺院を再建した。「迎江禅寺」と改称。光緒元年（1875年）、西太后から「妙明園」の額を賜った。光緒3年（1877年）、月霞に寺衆の推戴を受けて住持となった。
1916年、月霞は袁世凱に反対して皇帝と称したため、職務を罷免されました。
1966年、毛沢東が文化大革命を発動し、寺院の宗教活動は中止に追い込まれた。紅衛兵により對寺廟などの宗教施設が徹底的に破壊された。寺内のすべての文化財が消えた。方丈の月海法師が迫害されて死亡した。1981年9月8日、安徽省人民政府は仏寺を安徽省文物保護単位に認定した。1983年、中華人民共和国国務院は仏寺を漢族地区仏教全国重点寺院に認定した。

## 伽藍

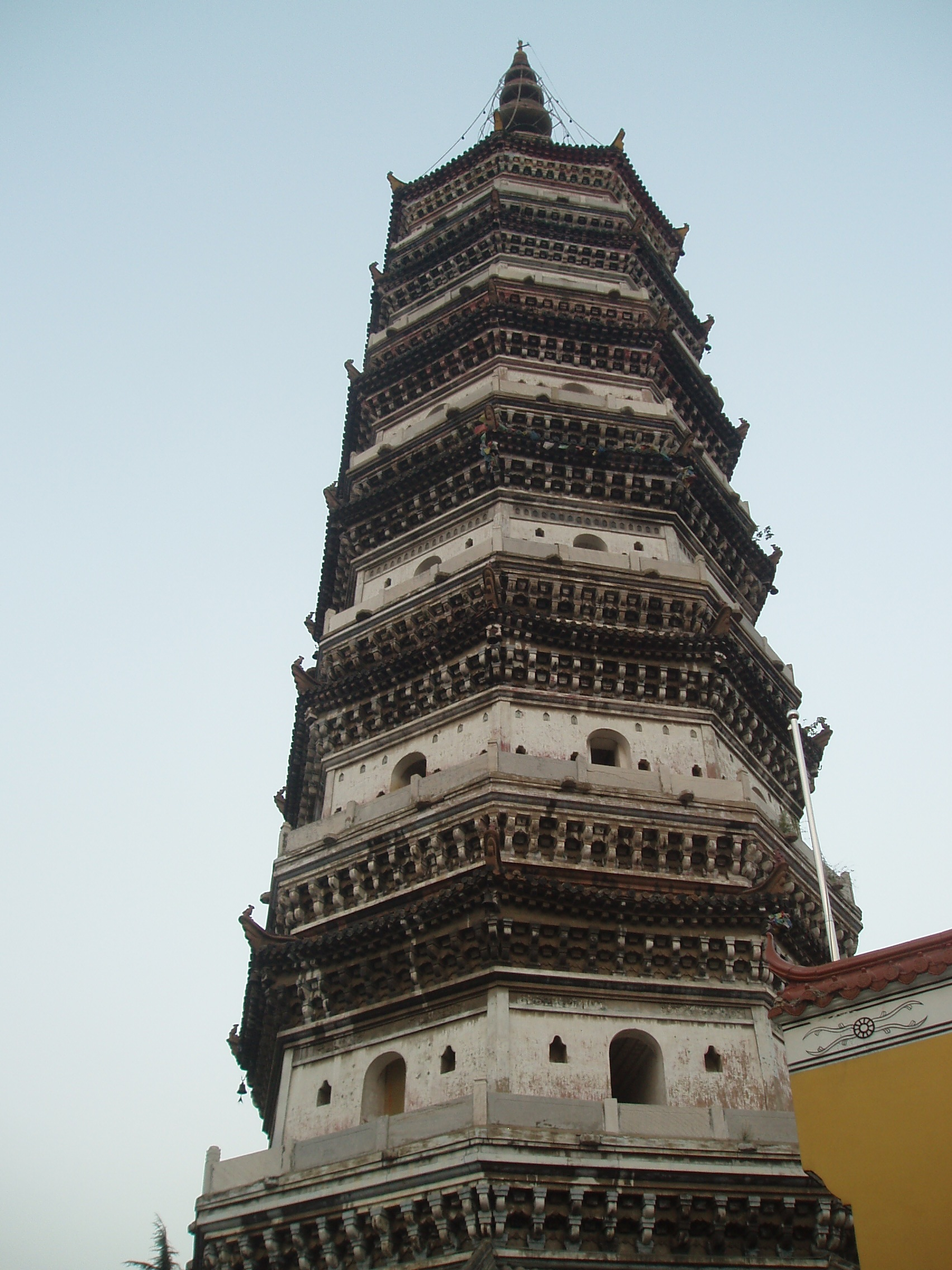
振風塔

山門、天王殿、大雄宝殿、毗盧殿、蔵経閣、振風塔